# سفيركر الأكبر
سفيركر الأكبر (بالسويدية: Sverker den äldre، بالسويدية القديمة: Swærkir konongær gambli)، أو سفيركر الأول (بالسويدية: Sverker I) كان ملك السويد منذ حوالي 1132 إلى مقتله في 25 كانون الأول 1156. أسس سلالة بيت سفيركر المتحدرة من أصلٍ غير ملكي، السلالة التي تناوب حكامها مع سلالة بيت إريك المنافس على المدى القرن التالي.

## أصوله
كان سفيركر أحد كبار ملاك الأراضي من أوستريوتلاند. حسب القانون القوطي الغربي (حوالي 1240)، اسم والده هو كورنوبه (Cornube)؛ لكن حسب السكالداتال الآيسلندية كان اسم والده هو كول (Kol). هنالك شجرة عائلة متأخر تحتوي على تسلسل النسب التالي: كتيل (Kettil) - كول - كورنيكه/كورنوبه (Kornike\Cornube) - سفيركر. وصل إلى السلطة بعد اندثار بيت ستنكيل في عقد 1120. كان الأميرُ الدنماركي ماغنوس القوي مُعترفاً به كملكٍ في غوتالاند لفترةٍ وجيزة، بالرغم من أن مدى سلطته الفعلية غير واضح. إن اشتراك ماغنوس في الصراع الأهلي في موطنه أعطى فرصاً لسفيركر ليتصرف. حسب توثيقٍ جزئي لساكسو غراماتيكوس، «عندما سمع السويديون أن ماغنوس كان مشغولاً في الحرب في الدنمارك، اختاروا أحد مواطنيهم، رجلٌ من أصولٍ متواضعة يُدعى سفيركر ليكون مَلِيكهم، ليس لأنهم كانوا يقدرونه، لكن لأنهم لم يكونوا يريدون أن يعيشوا تحت حكمٍ أجنبي». حسب ترتيب الأحداث في سيرة ساكسو، جرت الأحداثُ حوالي 1132.

## توطيد الحُكم
يبدو أن سفيركر اعترف به ببطءٍ في مناطق شتى في المملكة. تتحدث مصادر نرويجية عن إجراءاتٍ منفصلة قامت بها النخبة في فستريوتلاند في عقد 1130، تشيرُ إلى درجةٍ عالية إلى النزعة الانفصالية. رسّخ كارل الإدسفاري (Karl av Edsvära) يارل (قائد) فستريوتلاند الحدودَ النرويجية-الغيتية مع الملكِ هارالد غيله (Harald Gille) في 1135، وحتى أنه أُطلقَ عليه لقب «ملك» في أحد المصادر. وينطبقُ نفس الأمر على المحافظات حول بحيرة مالارين حيث كان لا يزال لدى ماغنوس أتباعاً. نُفي هنريك مطران سيغتونا من السويد وسقط عند جانب ماغنوس في معركة فوتيفيك في 1134. اعترف بسفيركر في محافظات مالارين بحلول عام 1135، عندما استقبل المطالب بالعرش الدنماركي أولوف هارالدسن (Oluf Haraldsen) الذي دعمه في مساعه بالوصول إلى السلطة في سكونه. على الأقل بحلول عقد 1140، كانت سلطة سفيركر مُعترفاً بها بشكلٍ عام في المملكة ذات الأساس المتهلهل. كانت قاعدة سلطته في سهل أوستريوتلاند مع كنسية كاغا (Kaga)، ودير ألفاسترا (Alvastra)، ودير فيرتا كمواقع دينية مساندة.
حرصَ سفيركر على ترسيخ شرعيته عبر زواجه السياسي. حسب ذكرٍ عدائي لساكسو غراماتيكوس، أن «نيلز الدنماركي تزوج أولفهيلد (Ulvhild) النرويجية... أرسل سفيركر وفوداً إليها طالباً حبها. بعد ذلك بوقتٍ قصير، قام سراً بجلبها من زوجها وجعلها تتزوجه». قد يُفسر سلوك سفيركر الشائن بخلفية أولفهيلد، فقد تزوجت إنغه الثاني السويدي سابقاً، آخرُ من تبقى من بيت ستنكيل، وهذا يعكسُ تأثيرَ وخصائص السلالة المنقرضة. بعد وفاة أولفهيلد، تزوجَ سفيركر أرملةَ عدوه ماغنوس القوي، ريكسا الأميرة البولندية، من المحتمل لجلب آخر أتباع ماغنوس إلى جانبه. منحه زواجه من ريكسا السيطرةَ على ابنتها صوفيا المينسكية التي كانت خطيبة الملك المستقبلي فلاديمير العظيم الدنماركي في 1154، وتزوجته بعد وفاة سفيركر.

## السياسة الكهنوتية
أسند سفيركر الكثيرَ من سلطته على رعايته للكنيسة. استدعيَ السيسترسيون بمبادرة من الملكة أولفهيلد وأسسوا عدداً من الأديرة: آلفاسترا (Alvastra) في أوستريوتلاند، وفارنهم (Varnhem) في فيستريوتلاند، ونيدالا (Nydala) في سمولاند. كافح سفيركر إلى تحقيق الإستقلالية الكنسية السويدية. جالَ نيكولاس بريكسبير في إسكندنافيا 1152، واستقبله سفيركر بحفاوة. خلال لقاء في لينشوبينغ، تم على الأرجح إقرار بنس بطرس (ضريبة بابوية). ومع ذلك، عُلقت خطط تأسيس أبرشية سويدية، فوفقاً لساكسو بما أن«السويديين والغيت لم يتوافقوا على البلدة والشخص اللذان يستحقان المنزلة». ولذلك رفض نيكولاس بريكسبير «الأطرافَ المتشاحنة بشأن هذا الشرف ولم يمنح هؤلاء الكرامةَ الكهنوتية الذين لا يزالون برابرة جهلة دينياً». عندما زارَ الدنمارك لاحقاً، وعدَ بريكسبير أبرشيةَ لوند بالأولوية على أي أبرشية مستقبلية في السويد. تم تأكيد هذا لاحقاً عندما أصبح بريكسبير بابا باسم أدريان الرابع. دُشنت أبرشية فقط في 1164 في عهد كارل السابع ابن سفيركر.

## السياسة الخارجية
كانت العلاقات السويدية مع الإمارات الروسية طيبة على مدى القرن الماضي وأكثر؛ لكن في عهد سفيركر كان هنالك توجهٌ نحو العداوة. وفقاً لروايةٍ إخبارية روسية، كانت أول مواجهة لجمهورية نوفغورود المؤسسة حديثاً مع السويد في ذلك الوقت، كاسرةً بذلك سلاماً دامَ لقرن كان مضموناً بزيجاتٍ بين العائلات الحاكمة. وصلَ النياز السويدي والمطران إلى خليج فنلندا بـ60 قارباً في 1142، وقامَ بهجومٍ فاشلٍ على أسطول تجاري. الظروف الأخرى للبعثة قليلة جداً، ربما كانت تهدف إلى إخضاع شعوب غير نصرانية في شرق بحر البلطيق.
جرت مواجهة أكثر جدية في وجهةٍ أخرى في عقد 1150. استقبل سفيركر ابن زوجته، الحاكم المشارك الدنماركي كنود الخامس، عندما كان هذا الأخير في مشكلة في موطنه. هذا الدعم كان تهديداً لمنافس كنود، سوين الثالث الدنماركي. اختطف يوهان (Johan) بن سفيركر امرأتين نبيلتين من هالاند في الدنمارك "من أجل إرضاء شهوته"، بالرغم من أن والده وشعبه أجبراه على أن يُعيد السيدتين في نهاية المطاف. حاولَ نيكولاس بريكسبير عبثاً ثنيَ الملك سوين من غزو السويد، بما أن الأرض كانت صعبة لشن الحرب وأن الناس كانوا فقراء، ولم يوجد أي فائدة للذهاب إلى هناك". لكن ومع ذلك، اعتقد سوين أنها اللحظة المناسبة للهجوم، بما أن الأمير يوهان ذُبح على يد الفلاحين في الثينغ، ونتيجةً لذلك نشأ صراعٌ بينهم مع سفيركر. وعلاوةً على ذلك، كان سفيركر في ذلك الوقت قد أصبح رجلاً مسناً وليس له مزاجٌ للحرب.
باشرَ الملك سوين بقيادة حملةٍ استكشافية في المحافظة الحرجية سمولاند في جنوب السويد في سنة 1153، حاملاً هدفه المزعوم، إخضاعُ السويد. بقي سفيركر خاملاً ولم يلتقي العزاةَ في معركةٍ مفتوحة؛ لكن السكان المحليين قاوموا الدنماركيين بشراسة وتربصوا لهم حيث ما استطاعوا. نشبت الحرب في برد الشتاء، وماتَ عددٌ كبير من خيول الغزاة بسبب الإنهاك ونقص العلف. بالرغم من أن سكان فارين (Värend) استسلموا، إلا أن سوين اضطر إلى أن يتراجع إلى الدنمارك في مطلع 1154. عادَ جزءٌ من الجيش عبر فينفيدن (Finnveden) التي قام فلاحوها بدعوة الجنود إلى احتفالٍ، ثم هجموا عليهم وذبحوهم. ربما تكون الحادثة مصدر إلهامٍ لأسطورة بليندا في القرن السابعة عشر.

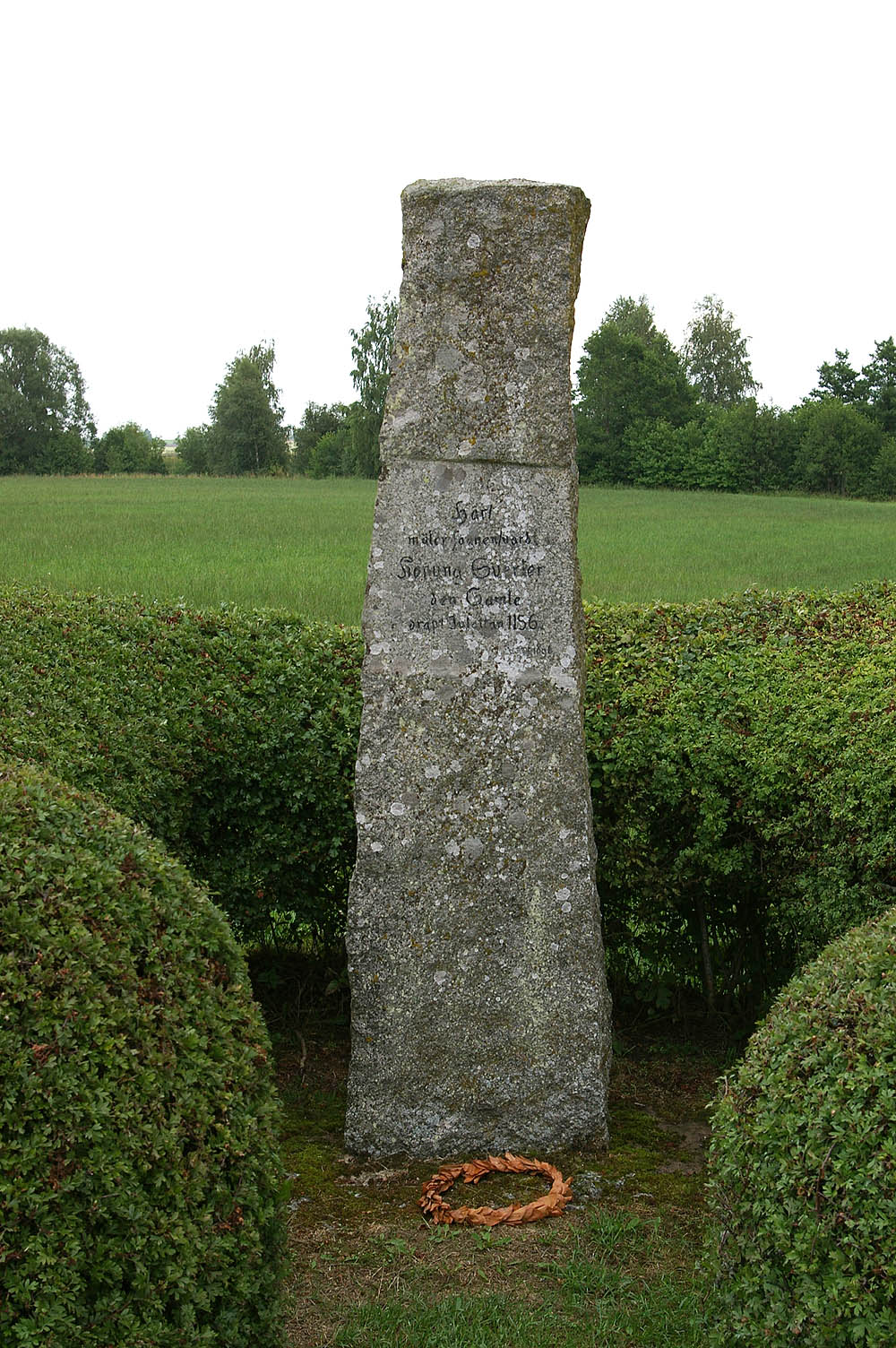
النُصب التذكاري حجر سفيركر (Svekersstenen) منصوباً عند مكان قتله.

انتهت الحرب فجأةً، ولم توقف التعاون بين سفيركر وكنود الخامس. حتى ذلك كان سوين الثالث متحالف بقوة مع مطالبٍ آخر بالعرش، فالدمير، الذي أصبح لاحقاً الملك فالدمير العظيم؛ لكن هذا الأخير انجذب إلى جانب كنود. ولأن كنود وفالدمير أدركا الجانب السلبي لسوين، زارا سفيركر في 1154 متطلعين إلى تحالفٍ عبر الزواج. وفقاً لتوثيقٍ مبالغٍ به لساكسو، أن «سفيركر استقبلهما بودٍ جم، آملاً بأن يحصل على صهرٍ في المستقبل، وعارضاً عليهما أن يخلفاه مارراً بذلك فوق أبنائه، إما بسبب عدم صلاحية أبنائه أو لكثرة موالديَهما». وهكذا خطبَ كنود الخامس هيلينا بنت سفيركر. يظهرُ أيضاً أن كنود وفالدمير كان لديهما أملاكاً في السويد في ذلك الوقت. بوجود تحالفٍ مع سفيركر يسندهما، كان المطالبان بالعرش الدنماركي (كنود وفالدمير) قادرين على مهاجمة سوين الثالث بنجاح في نفس السنة.

## اغتيال سفيركر
تقولُ الرواية الإخبارية القصيرة في القانون القوطي الغربي أن سفيركر اغتيلَ في عربته الخاصة عند جسر أليبيك (Alebäck) بالقرب من دير ألفاسترا، عندما كان ذاهباً إلى احتفالٍ ديني مبكراً في يوم عيد الميلاد في 1156. كان قاتله هو خادمه الموثوق، وأُكدت تفاصلُ عن طريق خطاب بابوي. اعتبرت تلك الحادثة جريمةً صادمة، حتى بالمقاييس القروسطية. وفقاً لساكسو، أن المطالب بالعرش الأمير الدنماركي ماغنوس هنريكسون، «جعل الخادم يرتكب الجريمة من رغبةٍ سرية لأن يُصبح ملكاً». خلفَ سفيركر في أجزاءٍ من السويد مطالبٌ بالعرش من عائلةٍ أخرى، إريك القديس، في ظروفٍ غامضة جداً. ومع ذلك، فقد برزَ كارل السابع ابن سفيركر ملكاً في أوستريوتلاند حوالي 1158.
تذكر السكالداتال اسمي شاعري سفيركر: أينار سكولاسون (Einarr Skúlason) وهالدور سنفالدري (Halldórr skvaldri).

## مواد مطبوعة
- Ahnlund, Nils. "Vreta klosters äldsta donatorer", Historisk tidskrift 65, 1945.
- Harrison, Dick. Sveriges historia 600-1350. Stockholm: Norstedts, 2009 ((ردمك 978-91-1-302377-9)).
- Lagerqvist Lars O., Åberg Nils. Kings and Rulers of Sweden. Vincent Publications, 2002 ((ردمك 91-87064-35-9)).
- Liljegren, Bengt. Rulers of Sweden. Historiska Media, 2004 ((ردمك 91-85057-63-0)).
- Sawyer, Peter. När Sverige blev Sverige. Alingsås: Viktoria, 1991 ((ردمك 91-86708-12-0)).
- Saxo Grammaticus. Danmarks kronike, Vol. I-II. Kobenhavn: Aschenfeldt's, 1985 ((ردمك 87-414-4524-4)).
- Tunberg, Sven. Sveriges historia till våra dagar. Andra delen. Äldre medeltiden. Stockholm: P.A. Norstedt & Söners Förlag, 1926.
- Västgötalagen, http://project2.sol.lu.se/fornsvenska/01_Bitar/A.L5.D-Vidhem.html
- Wallin, Curt. Knutsgillena i det medeltida Sverige. Kring kulten av de nordiska helgonkungarna [Historiskt arkiv, 16]. Stockholm: Almqvist & Wicksell, 1975 ((ردمك 91-7402-006-4)).